# UE Santa Coloma
Unió Esportiva Santa Coloma, cunoscut ca UE Santa Coloma, este un club de fotbal din Santa Coloma, Andorra, care evoluează în Primera Divisió.